# Mary McElroy

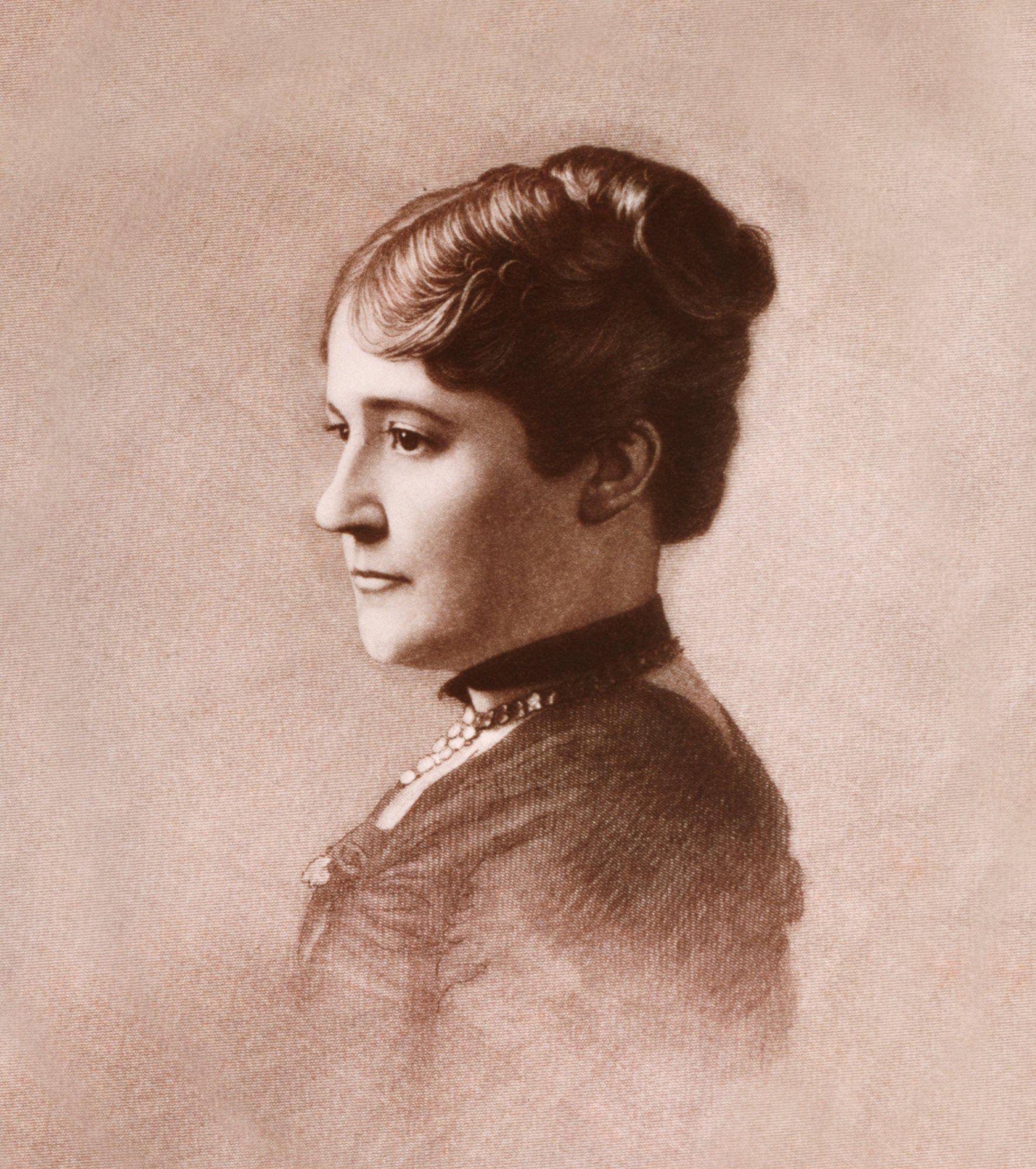
Mary McElroy

Mary Arthur McElroy (* 5. Juli 1841 in Greenwich, New York; † 8. Januar 1917 in Albany, New York) war die jüngere Schwester des amerikanischen Präsidenten Chester A. Arthur und von 1881 bis 1885 dessen First Lady. Die Frau des Präsidenten, Ellen Arthur, war anderthalb Jahre vor seiner Amtseinführung gestorben, sodass Mary das Amt der First Lady übernahm.
Ihre Eltern waren William und Malvina S. Arthur. Sie war das jüngste von acht Kindern. Mit ihrem Ehemann John McElroy, einem Versicherungsvertreter, hatte sie vier Kinder und lebte in Albany. Um bei ihrer Familie bleiben zu können, verbrachte sie nur die Winter in Washington, D.C., da zu dieser Zeit die meisten Gesellschaften im Weißen Haus waren. Sie engagierte sich gegen die Einführung des Frauenwahlrechts und wehrte Versuche der Temperenzbewegung ab, Alkohol aus dem Weißen Haus zu verbannen. Ihr Bruder trauerte stark um seine Gattin und gab McElroy nie den vollständigen Status einer First Lady.
Nach dem Ende der Präsidentschaft ihres Bruders zog Mary nach Albany und starb dort im Alter von 75 Jahren. Sie ist auf dem Albany Rural Cemetery bestattet.